# Афанасьевка (Пензенская область)
Афанасьевка — упразднённая в 2011 году деревня в Нижнеломовском районе Пензенской области России. На момент упразднения входила в состав Кувак-Никольского сельсовета.

## География
Урочище находится в северо-западной части Пензенской области, в пределах Керенско-Чембарской возвышенности, в лесостепной зоне, на левом берегу реки Астрочки, на расстоянии примерно 12 километров (по прямой) к северо-западу от города Нижний Ломов, административного центра района.

## История
Основана не позднее 1710 года служилыми людьми Верхнеломовского уезда. По состоянию на 1911 год в Афанасьевке имелись: одна крестьянская община, 51 двор, ветряная мельница, две лавки, а также имение Мещеринов. Население деревни того периода составляло 348 человек. В 1939 году действовал колхоз имени Фрунзе, в 1955 году — колхоз «Путь Советов».
Упразднена в октябре 2011 года в связи с отсутствием официально зарегистрированных жителей.

## Население
| 1746 | 1795 | 1864 | 1911 | 1926 | 1930 | 1939 |
| ---- | ---- | ---- | ---- | ---- | ---- | ---- |
| 102  | ↗164 | ↗275 | ↗348 | ↗403 | ↗418 | ↘333 |
| 1959 | 1979 | 1989 | 1996 | 2002 | 2010 |      |
| ↘176 | ↘88  | ↘23  | ↘9   | ↘4   | →4   |      |